# تو مرد جالبی هستی
تو مرد جالبی هستی یا مرد جذاب (به انگلیسی: You are an interesting man) فیلمی هندی محصول سال ۲۰۱۵ و به کارگردانی ماروتی است. در این فیلم بازیگرانی همچون نانی و لاوانیا تریپاتی ایفای نقش کرده‌اند.